# Quinto Cecilio Metello Numidico
Quinto Cecilio Metello Numidico  (latino: Quintus Caecilius Metellus Numidicus; ... – 91 a.C.) è stato un politico romano vissuto tra il II secolo a.C. e il I secolo a.C., in epoca repubblicana.

## Biografia
Figlio di Lucio Cecilio Metello Calvo e fratello di Lucio Cecilio Metello Dalmatico, Quinto era il rappresentante della fazione conservatrice del Senato Romano e fu acerrimo nemico di Gaio Mario. Da giovane fu mandato ad Atene e studiò sotto Carneade; quando tornò in patria era diventato un brillante oratore. Intraprese dunque la carriera politica. Fu questore nel 126, tribuno nel 121, edile nel 118, pretore nel 115 a.C.; l'anno successivo fu nominato governatore della Sicilia.
Eletto console nel 109 a.C. venne inviato dal Senato in Numidia, dove condusse tre spedizioni contro Giugurta. In quel frangente si accese la rivalità con Gaio Mario, sostenuto dai populares. Dopo essere uscito vincitore dalla battaglia di Muthul tornò a Roma, dove nel 106 a.C. celebrò il trionfo e assunse il soprannome di Numidico. Nel 102 a.C. fu eletto censore insieme al cugino Gaio Cecilio Metello Caprario. Ricordato anche per avere provato a preservare l'istituto del matrimonio nella società romana, tentò di espellere dal Senato senza successo Lucio Appuleio Saturnino, che per vendetta lo costrinse a sottoscrivere la legge agraria promulgata da Gaio Mario in favore dei propri veterani, che egli, fortemente conservatore, avversava. 
Pertanto nel 100 a.C. si esiliò volontariamente a Rodi, da cui fece ritorno nel 99 a.C. richiamato dalla reazione oligarchica contro Mario e anche grazie all'opera di suo figlio Quinto Cecilio Metello Pio, che proprio in quel frangente si guadagnò il suo appellativo in virtù della devozione al padre. 
Morì nel 91 a.C.